# Андрющенко Яків Трохимович
Яків Трохимович Андрющенко (20 вересня 1920, Матвіївка — 28 лютого 2003, Черкаси) — офіцер українського походження в лавах Армії СССР, Герой Радянського Союзу, в роки радянсько-німецької війни командир дивізіону 57-го артилерійського полку 95-ї стрілецької дивізії 49-ї армії 2-го Білоруського фронту Армії СССР.

## Біографія
Народився 20 вересня 1920 року в селі Матвіївка (нині Золотоніського району Черкаської області) в сім'ї селянина. Українець. Закінчив сільськогосподарський технікум.
У 1940 році призваний до лав Червоної Армії. У 1941 році закінчив Краснодарське зенітне артилерійське училище. У боях радянсько-німецької війни з березня 1942 року. Воював на Північно-Західному і 2-му Білоруському фронтах. Член КПРС з 1942 року.
У червні 1944 року радянські війська вели наступ на Могильовському напрямку. У цих боях відзначився артилерійський дивізіон 57-го артилерійського полку 95-ї стрілецької дивізії, яким командував капітан Я. Т. Андрющенко.
23 червня 1944 року, діючи сміливо і рішуче, артилеристи придушили чотири мінометні батареї ворога в районі населеного пункту Золвоздіно. Це допомогло радянським частинам, які форсували річку Проня, прорвати ворожу оборону і значно просунутися вперед.
26 червня 1944 року у взаємодії з бійцями 90-го стрілецького полку артилерійський дивізіон Я. Т. Андрющенко відбив чотири контратаки противника, підбив два німецьких танки. У боях за села Василевичі і Тетерін артилеристи прямою наводкою придушили дві протитанкові гармати і п'ять кулеметів, розсіяли і частково знищили близько роти гітлерівців.
Прикриваючи переправу через Дніпро, підрозділ Я. Т. Андрющенко змусило замовкнути три кулеметні точки і придушив вогонь двох мінометних батарей ворога. Це дозволило частинам успішно форсувати річку і просунутися вперед на п'ятнадцять кілометрів.
28 червня 1944 року в бою за населений пункт артилеристи вели вогонь прямою наводкою по ворожим військам, які відступали по шосе Могильов — Мінськ. Противник втратив десять гармат, з них дві самохідні, два танки і 45 автомашин, близько 250 солдатів і офіцерів. Артилеристи захопили прапор німецької дивізії.
Указом Президії Верховної Ради СРСР від 22 серпня 1944 року за зразкове виконання бойових завдань командування і проявлені при цьому мужність і героїзм капітану Якову Трохимовичу Андрющенку присвоєно звання Героя Радянського Союзу з врученням ордена Леніна і медалі «Золота Зірка» (№ 4541).
Після закінчення війни продовжив службу в армії. У 1949 році закінчив Вищу артилерійську офіцерську школу, в 1960 році — Центральні артилерійські офіцерські курси. З 1969 року полковник Я. Т. Андрющенко — в запасі.
Жив у місті Черкаси. Помер 28 лютого 2003 року.

## Нагороди
Нагороджений орденами Леніна, Олександра Невського, орденом Вітчизняної війни 1-го ступеня, двома орденами Червоної Зірки, медалями.